# カシオミニ

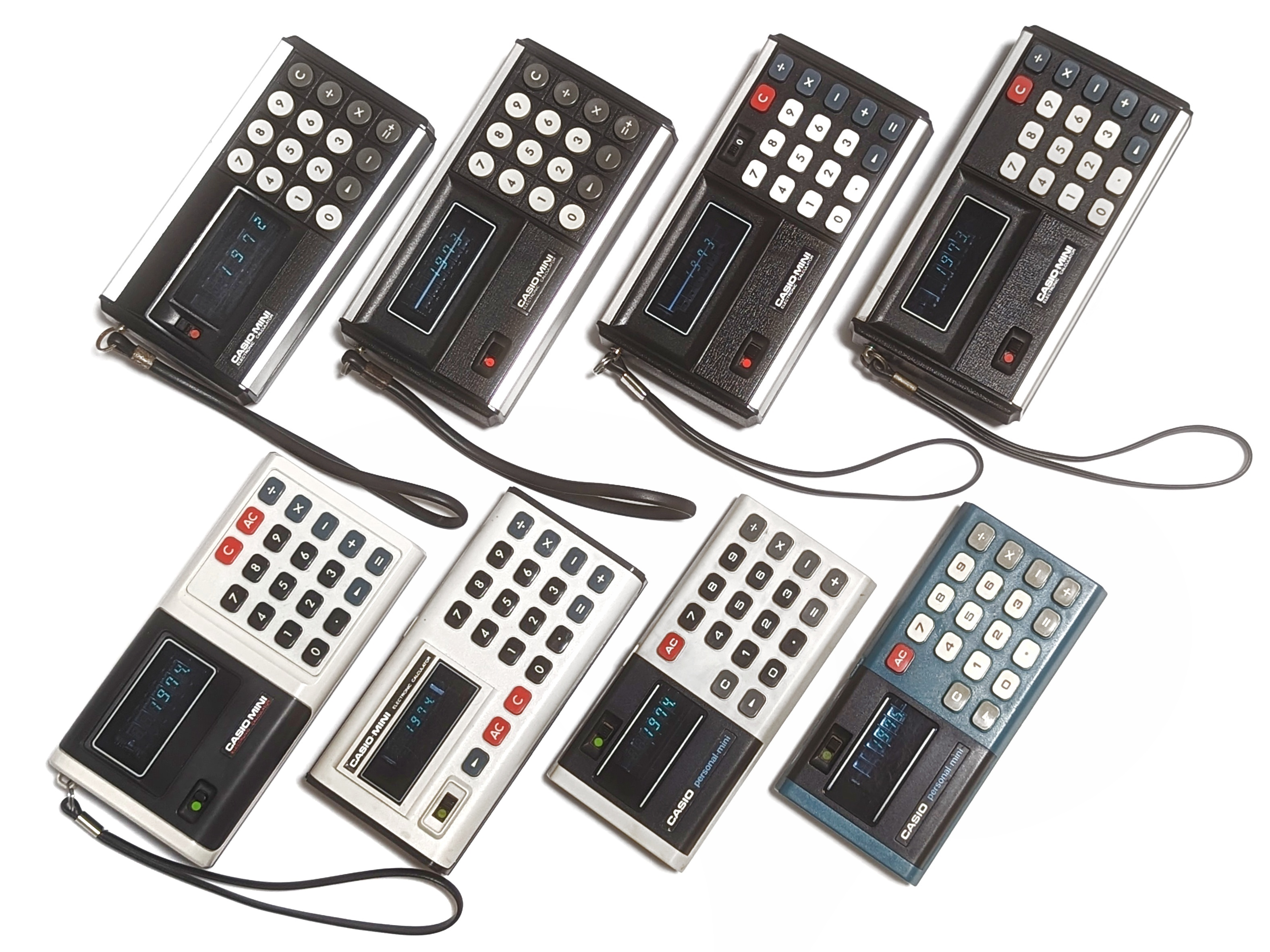
CASIO MINI

カシオミニ（CASIO MINI）は、カシオ計算機が1972年8月3日に発売した小型電卓。
一般に「世界初のパーソナル電卓」として知られ、それまで企業向け製品というイメージの強かった電卓が個人にも普及する契機となった一方で、電卓市場の価格破壊の皮切りともなった製品でもある。
2008年10月には国立科学博物館が認定する重要科学技術史資料（未来技術遺産）の一つに認定されている。

## 開発の経緯
1970年頃に、それまで企業向け需要で販売を伸ばしてきた電卓の売れ行きに頭打ち傾向が見えるようになったことから、カシオ計算機の社内で新たな需要の掘り起こし策として「個人向け電卓」の可能性を検討し始めたのが開発の端緒といわれている。同社では「個人向けとなると価格が1万円を切らないと売れないだろう」と判断し、当時の社員の志村則彰を中心に、実際に1万円でどの程度の電卓が作れるのかを検討し始めた。
実際の設計は1971年の秋から本格化。当初は「3桁の加減乗除ならできる」という話からスタートした。当時ボウリングがブームで、そのスコア計算には3桁で間に合ったので、そこに使えるという話も出た。その後も検討を進めて最終的に小数点以下の演算を省略して「基本6桁、掛け算のみ12桁の演算が可能」というスペックがまとまった。また、当時の電卓は商用電源を用いていたのに対し、電池駆動が可能であることも要件とされた。
志村は「個人が計算するのはお金である」「個人が100万円以上のお金を計算することは（昭和40年代当時では）そうそうない」「お金の計算であれば小数点は使わない」ことから「個人向けなら6桁小数点無しでも十分」の考えを持っていたが、当時は8桁の電卓が市場の主流を占めていたことから「まともに役員会にかけたのでは話が通らない可能性がある」として、当時常務であった樫尾和雄に内々に話を通し開発が進められた。
当時の電卓のキースイッチは、接点が密封され磁気で断続するリードスイッチを使っていたが、これを現代の電卓にも使われているパネルスイッチにすることでキー部分のコストを20分の1にした。LSI設計は当時の志村のアシスタントの羽方将之が一人で担当し、年内に設計を纏めるため1971年の暮れに東京・立川のホテルにカンヅメになり三日三晩かけて回路図を書き上げた。
年が明けて1972年になると、2月には設計図を元に実際にモックアップが作られ、製造原価が約4,500円となることが判明。そしてLSIの製造が日立製作所に委託され、6月には試作チップが完成し製造が本格化、8月の発表へと至った。発売当初の定価（12,800円）は、発表当日の朝、当時社長だった樫尾忠雄が独断で決定したものであるという。
当時としては驚異的な低価格で発売されたカシオミニは発売当初から大ヒットを記録し、発売後10か月で販売台数が100万台を突破、翌1973年末には販売台数は200万台に達した。その後、他社からも同じような低価格の個人向け電卓が発売され、激しい価格競争が繰り広げられるが、最終的にはシリーズ全体の累計生産台数で約1,000万台を記録している。
『答一発、カシオミニ』のキャッチフレーズで知られるテレビCMも当時話題となったが、これもカシオの戦略の一つであった。カシオではそれまで直販部隊による訪問販売が主体であった営業体制をカシオミニの発売に際して大きく変更し、全国の主な文具卸商を独自に組織化した流通網を構築し、全国の文具店でカシオの電卓が販売される体制を作り上げた上で、テレビCMにより一般顧客の購買意欲を煽る戦略を取った。最終的に激しい価格競争の中カシオが電卓市場で生き残れた要因の一つに、この文具店による販売チャネル構築が挙げられることがある。ちなみに『答一発』のキャッチフレーズは、CMソングの作詞を手がけた伊藤アキラが春闘の『一発回答』ののぼりを見て思いついたものだという。CMソングは伊藤アキラの作詞、はやし・こばの作曲で、岡田恭子と庄司淳が歌っていた。CDでは1993年発売の『オリジナル版 懐かしのCMソング大全3 1966〜1973』、2009年発売の『伊藤アキラCMソング傑作選』、2011年発売の『はやし・こば CM WORKS』に収録されている。
当時はテキサス・インスツルメンツ社の電卓用LSIチップを使用した、にわか電卓メーカーが乱立していたが、このカシオミニの登場により電卓市場は飽くなき価格競争の場へと変貌し、競争に追いつけない数多くの電卓メーカーが脱落し、市場からの撤退を余儀なくされた。

## 操作方法
初期のカシオミニ（CM-601まで）の入力操作は加算機方式で、現在の一般的な入力方法とは一部操作が異なる。
引き算
引き算は引く数を先に置数してから － ボタンを押す。
例）295-163: C 2 9 5 += 1 6 3 － 132
掛け算
掛け算の答えが6桁を超えた場合は → ボタンを押すことで下の位が表示される。
例）12345×67891: C 1 2 3 4 5 × 6 7 8 9 1 += 838114 → 395
割り算
割り算の答えが小数になった場合は → ボタンを押すことで小数点以下が表示される。
例）22÷7: C 2 2 ÷ 7 += 3 → 142857

## 諸元
| 計算機能     | 加減算、乗算、除算、連乗算、連除算、ぺき計算、混合計算                               |
| 計算桁数     | 表示6桁、加減算6桁、乗算6桁×6桁=12桁（倍長方式）、除算6桁÷6桁=12桁（小数点以下込み） |
| マイナス符号 | マイナスランプつき                                                                   |
| 使用素子     | LSI（ワンチップ）                                                                    |
| 表示管       | 小型低電力発光表示管 6本                                                             |
| 電源         | DC アルカリ電池 単3型×4本 使用時間 定格 約10時間                                     |
| 使用温度     | 0℃ - 40℃                                                                             |
| 消費電力     | 0.85W                                                                                |
| 外形寸法     | 巾146×奥行77×高さ42mm                                                                |
| 重さ         | 315g（本体215g 電池100g）                                                            |
| 付属品       | ソフトケース、バンド                                                                 |

## シリーズ製品
- CASIO MINI: 1972年8月発売、12,800円。表示管にはセパレート型を使用。これは多桁管を発注する事で外部に計画が漏れるのを恐れたため[8]。

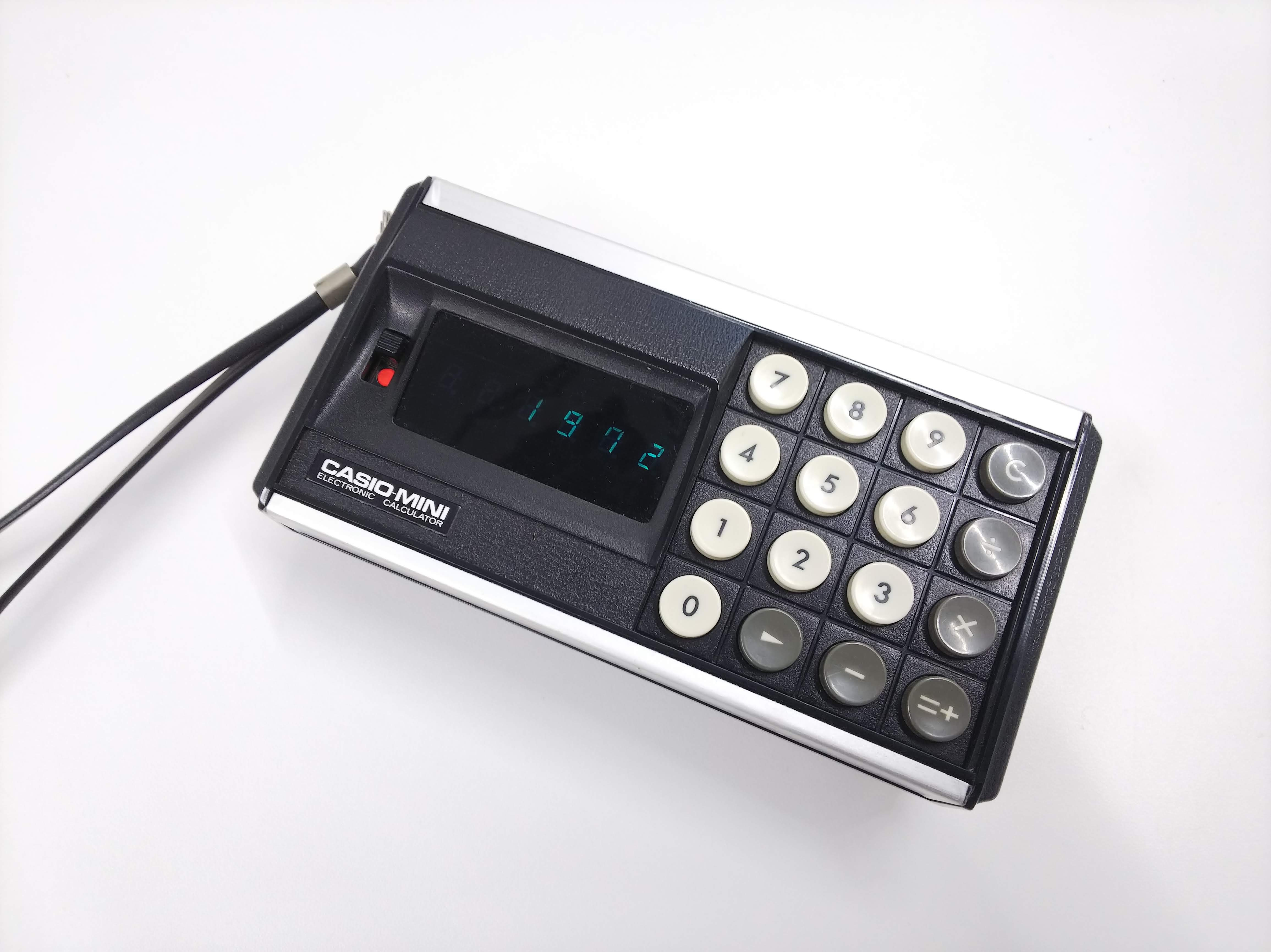
CASIO MINI

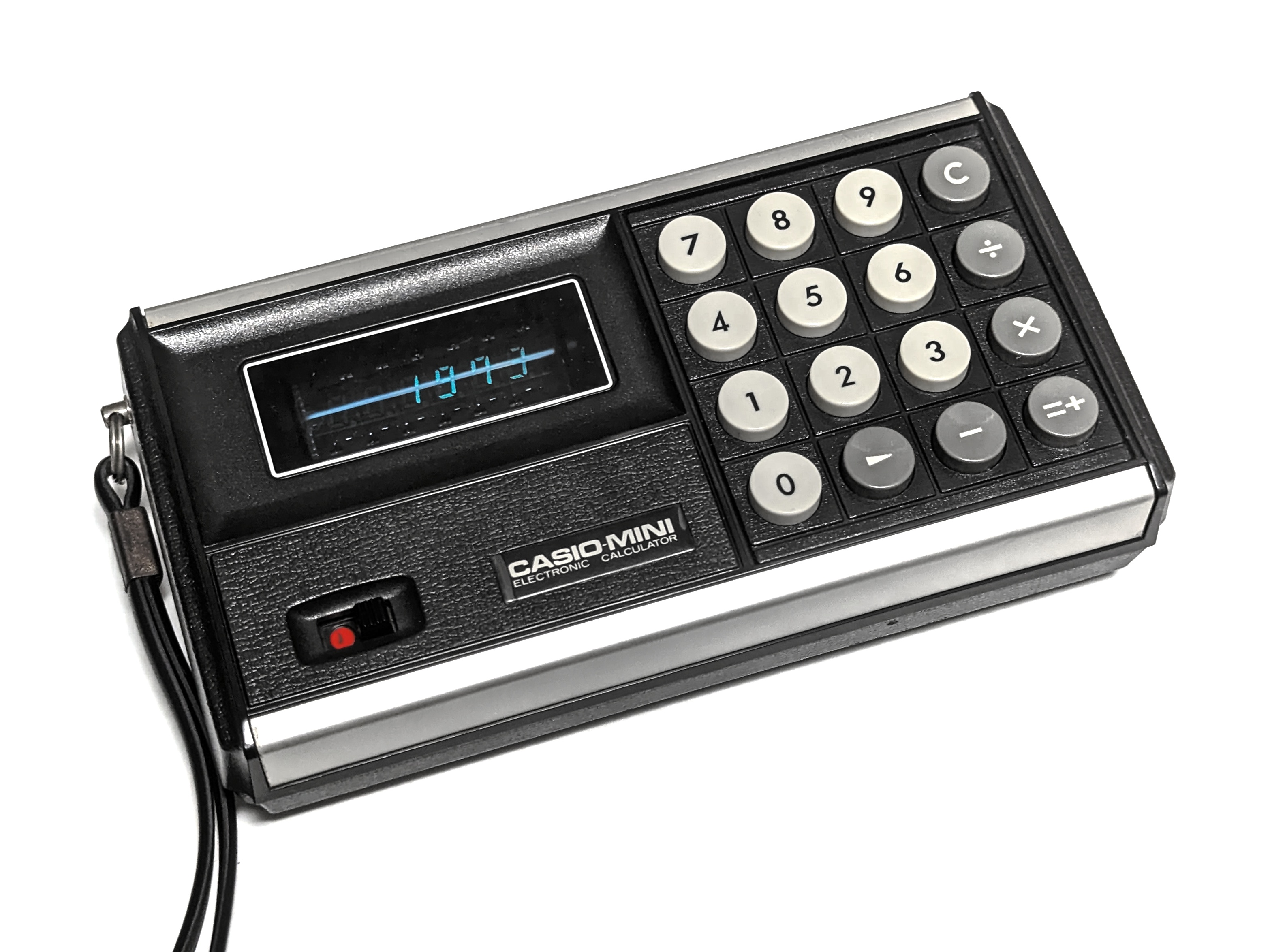
CASIO MINI CM-601

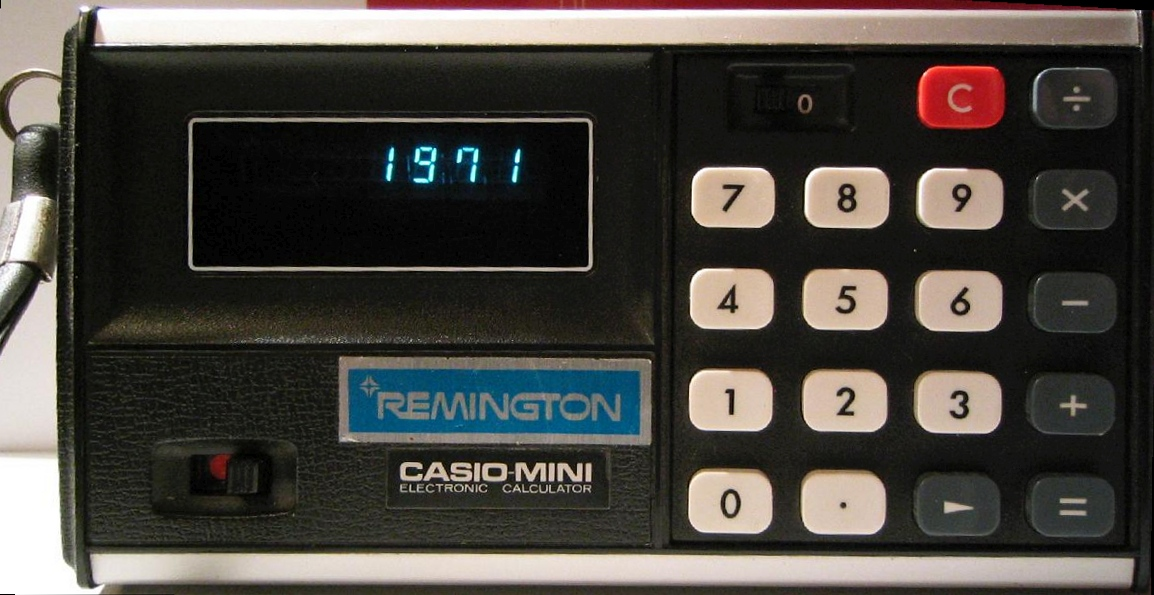
CASIO MINI CM-602

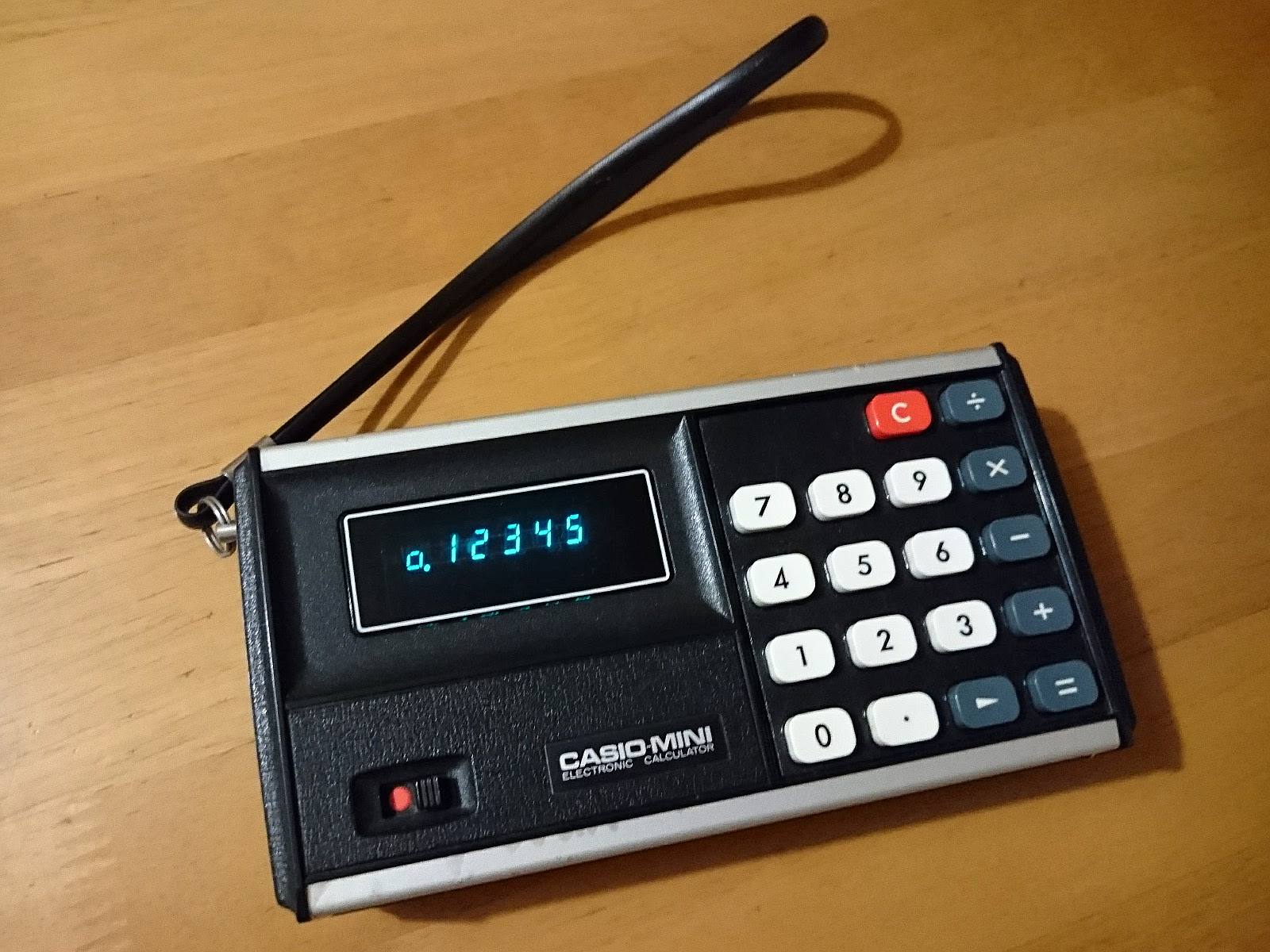
CASIO MINI CM-603

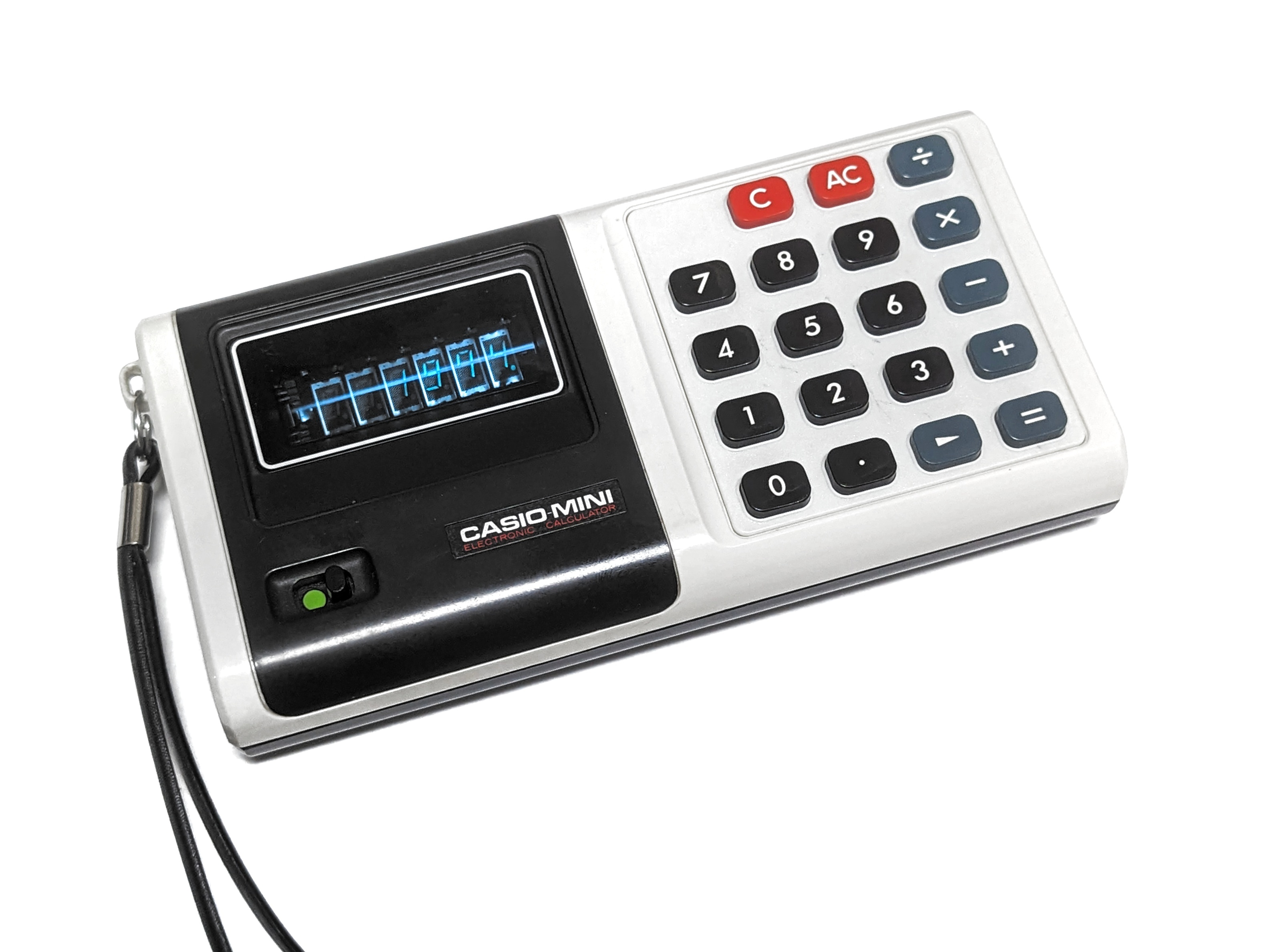
CASIO MINI CM-604

- CASIO MINI CM-601: 1973年2月発売、12,800円。表示管を多桁管に変更。

- CASIO MINI CM-602: 1973年5月発売、12,800円。イコールキーが独立して加減算が数式通り入力方式になる。また小数部2桁固定で小数点の使用が可能になる。

- CASIO MINI CM-603: 1973年10月発売、12,800円。小数点が完全浮動式になる。CASIO MINI CM-603
- CASIO MINI CM-604: 1974年2月発売、8,900円。価格改定により定価が1万円を切る。クリアキーがACとCに別れ置数訂正が可能になる。

- CASIO MINI CM-605: 1974年4月発売、8,900円。内部設計を見直し、より小型化に。このモデルからストラップが省略される。

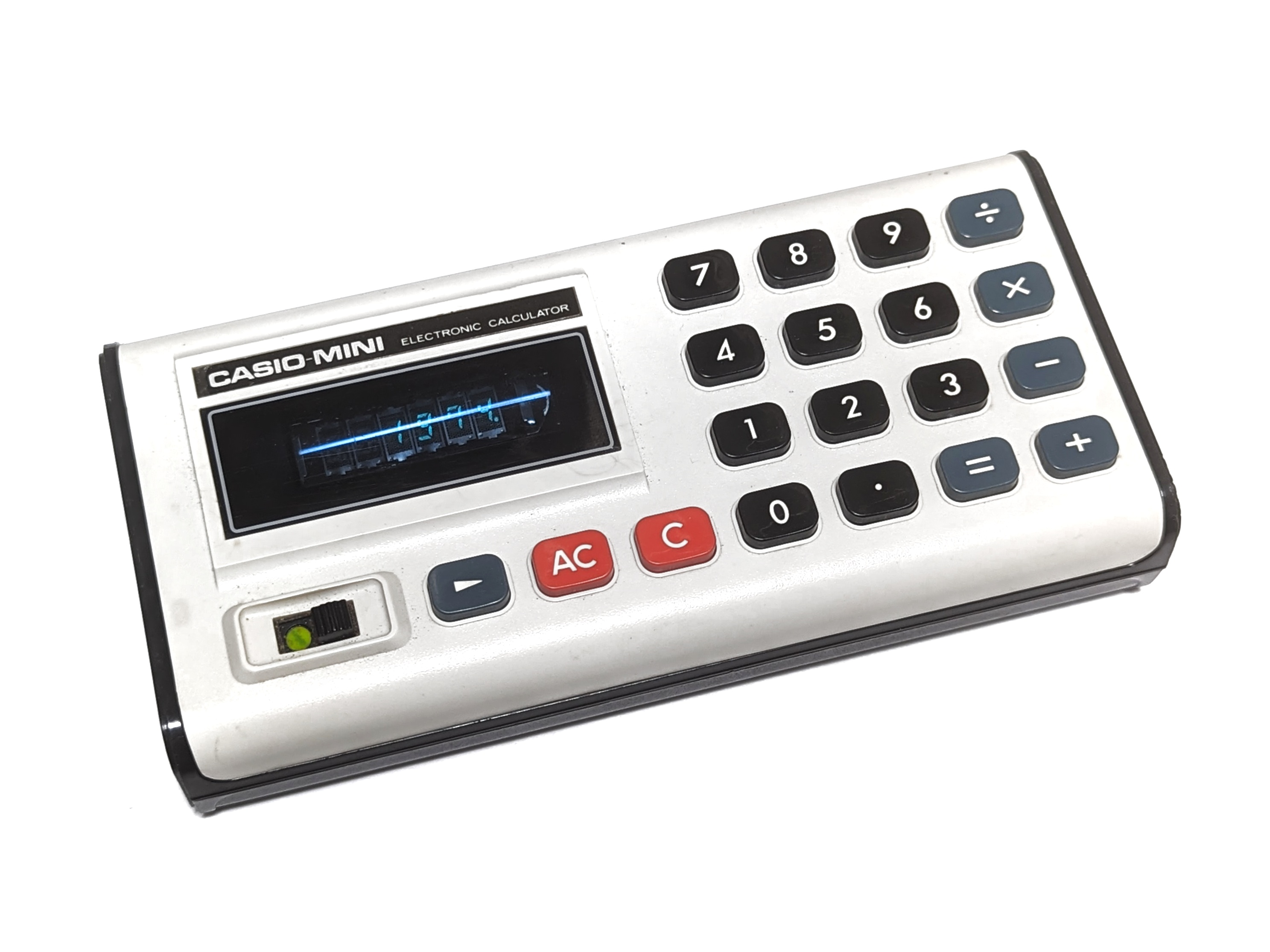
CASIO MINI CM-605

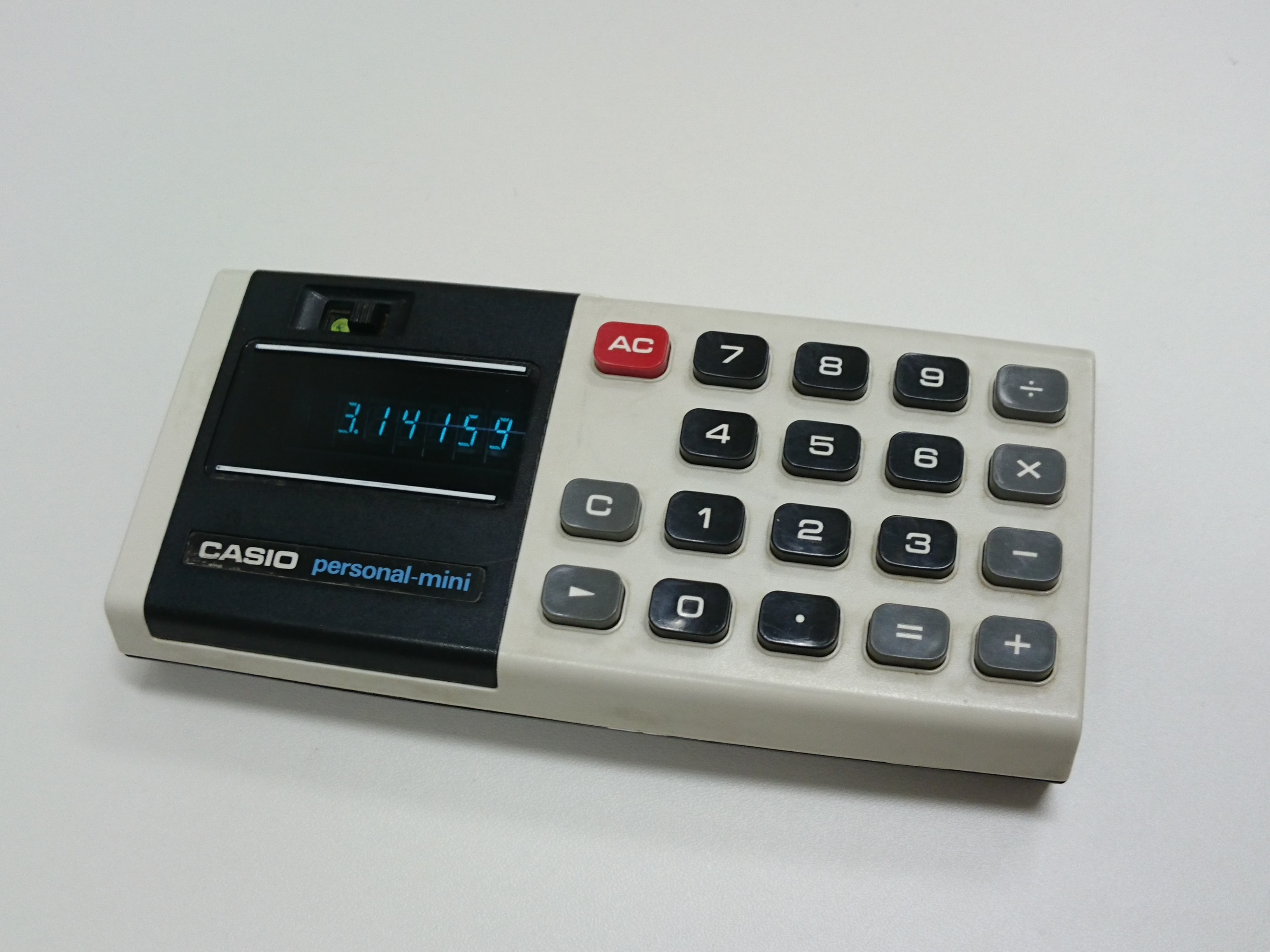
CASIO personal-mini CM-606

- CASIO personal-mini CM-606: 1974年11月発売、5,800円。大衆化を狙い価格を大幅に下げる。型名に "personal" の文字が入る。電源電圧が3V（単三電池2本）になる。CASIO personal-mini CM-606

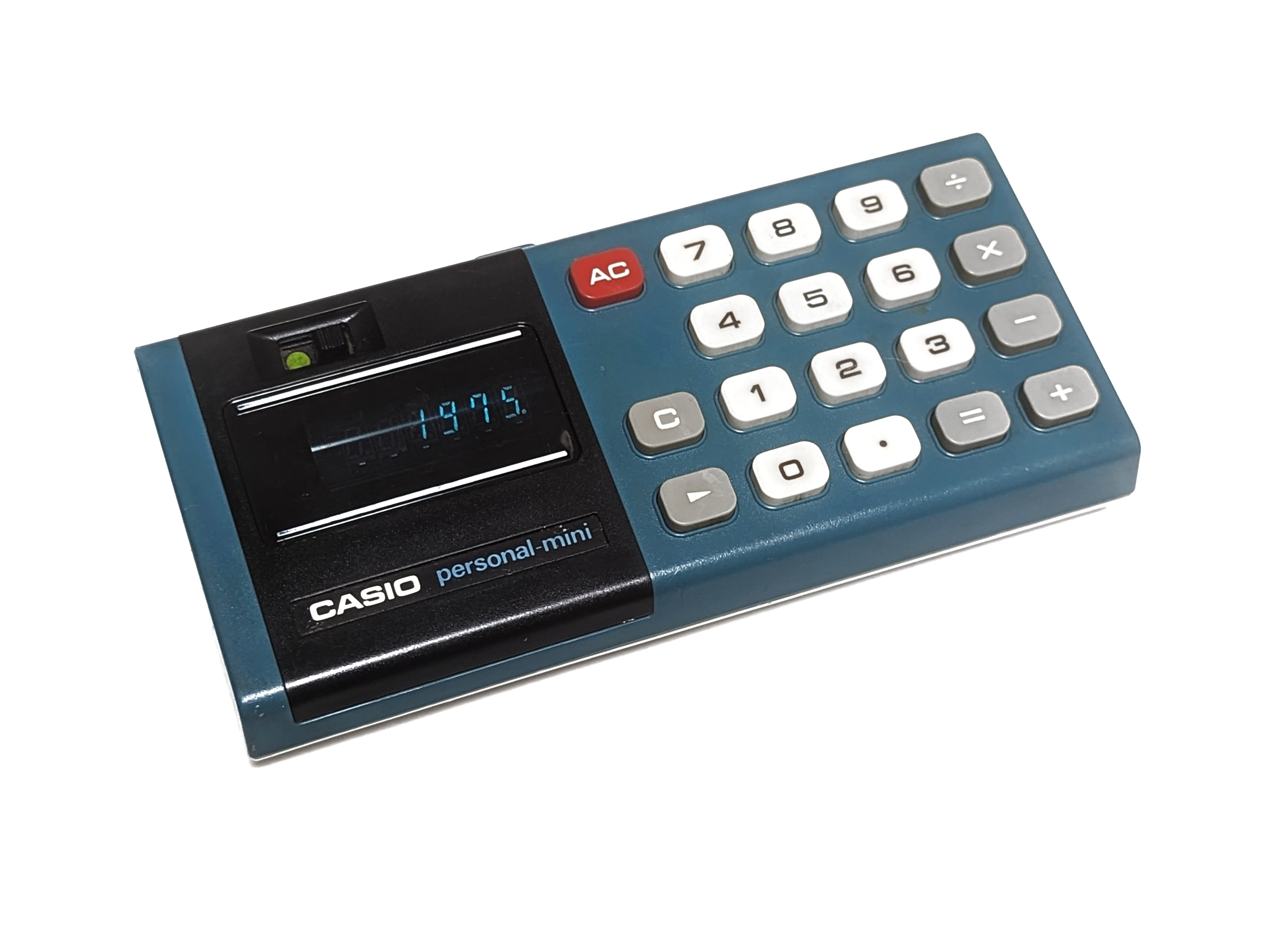
CASIO personal-mini CM-607

- CASIO personal-mini CM-607: 1975年5月発売、4,800円。カシオミニの最終モデル、定価が5千円を切る。

## 上位製品
- CASIO MINI MEMORY: 1975年発売。8桁表示、パーセント機能と積算機能を搭載。乗算の積は16桁まで表示可能。

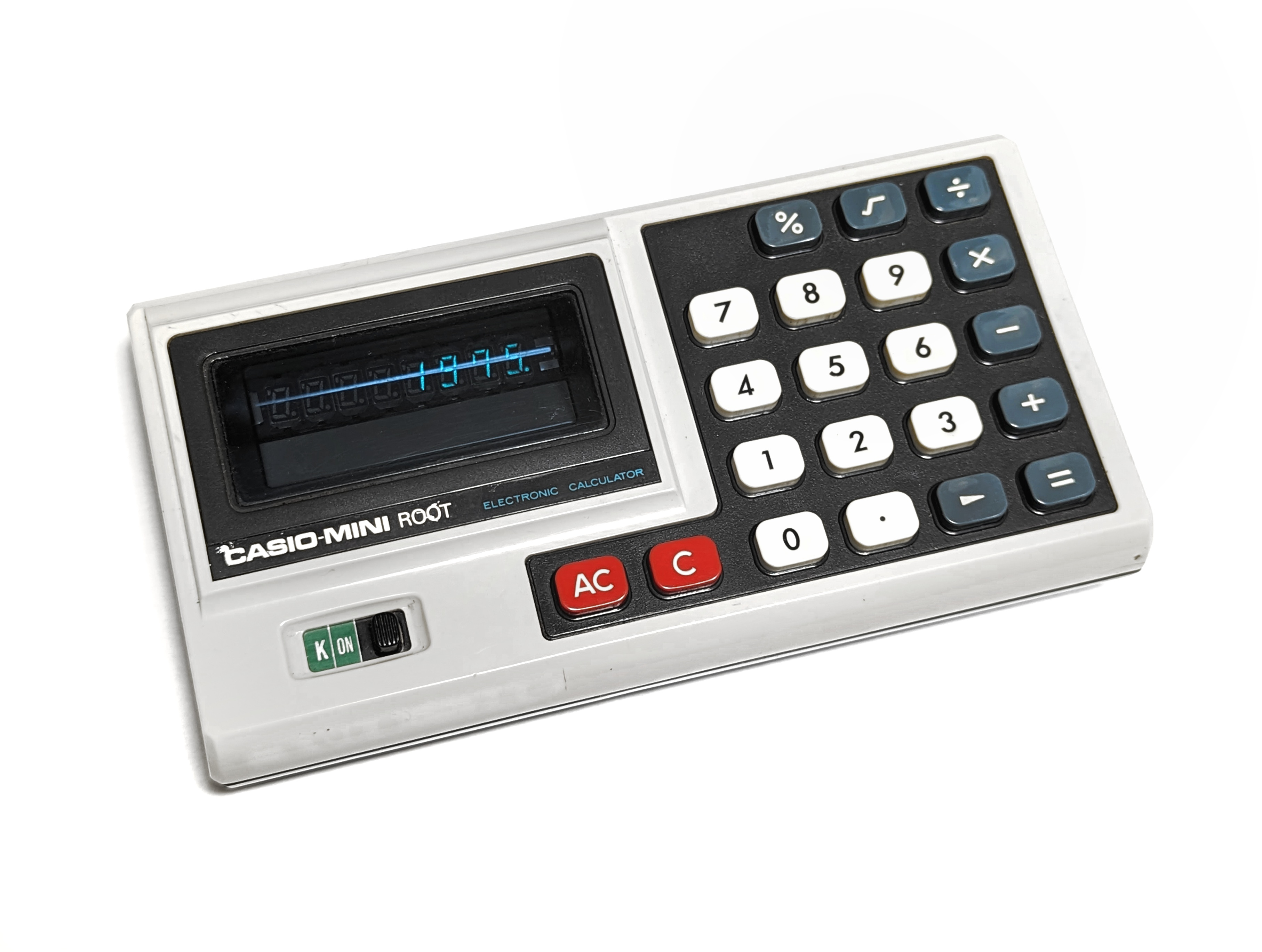
CASIO MINI ROOT

- CASIO MINI ROOT: 1975年発売。8桁表示、パーセント機能とルート機能を搭載。乗算の積は16桁まで表示可能。

- CASIO MINI ROOT-M: 1975年発売。8桁表示、ルート機能と積算機能を搭載。乗算の積は16桁まで表示可能。

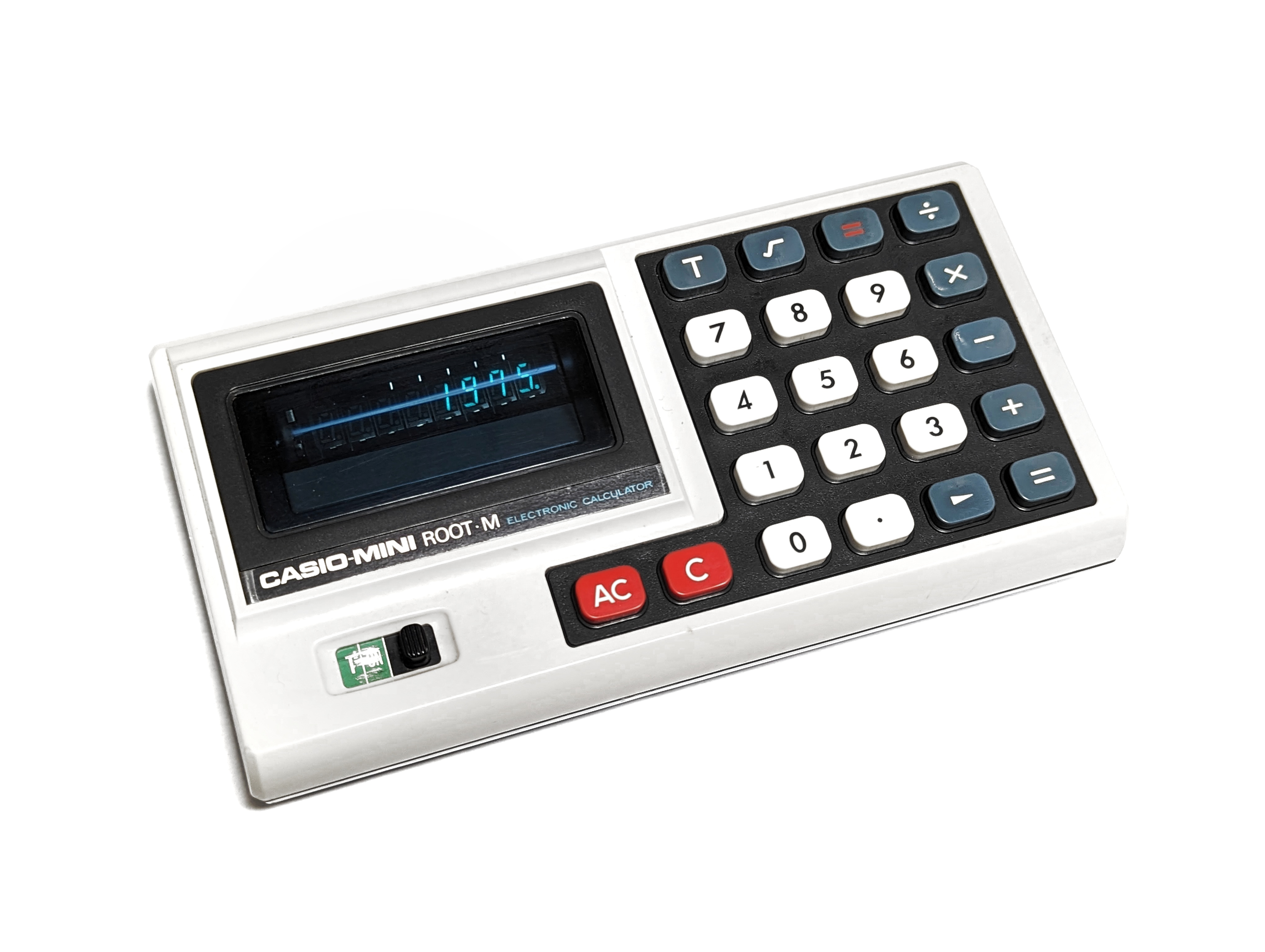
CASIO MINI ROOT･M

- CASIO DELUXE MEMORY: 1975年発売。8桁表示、パーセント機能と積算機能を搭載。乗算の積は16桁まで表示可能。

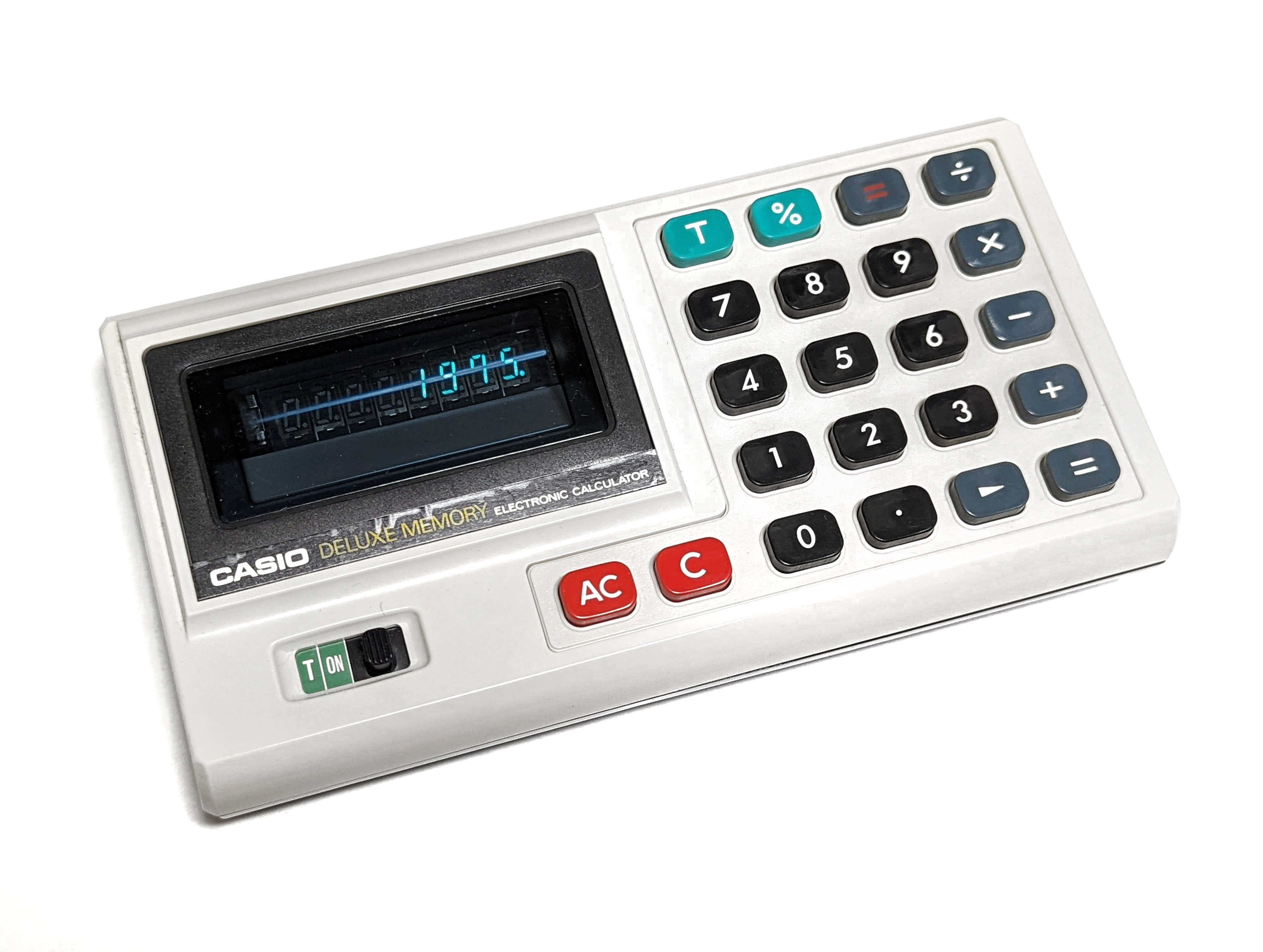
DELUXE MEMORY

## ミニチュア復刻版
2012年、カシオミニ発売40周年を記念して、ホームページ上にて「カシオミニ・ミニチュア復刻版」を、同社の電卓製品購入者を対象に抽選で400名にプレゼントするキャンペーンが実施された。この復刻版は初代（型番なし）カシオミニをミニチュア化したもので、大きさがオリジナルの縦横それぞれ半分、電源はLR44×1となっている。機能面については現行の電卓に合わせ、表示部分は液晶8桁、ボタンレイアウトも一部変更されて += が ＝ に、→ が ＋ に、C が AC/ON になっている。
合わせてカシオミニCMソングの着メロダウンロードサービスが実施された。

## 競合製品
カシオミニ発売当初は「6桁などおもちゃの電卓」と揶揄していた各電卓メーカーも、その後の大ヒットを静観することはできず、矢継ぎ早に対抗製品で追随した。
- Busicom 60-DA: 1972年11月発売、12,800円。6桁小数点付き、ダブルレングス方式で内部12桁で計算可能。
- SHARP EL-120: 1973年発売、9,980円。表示管を3桁にする事で1万円を切る価格設定に成功。内部は整数部9桁+小数部3桁。
- OMRON 60: 1973年5月発売、12,800円。6桁小数点付き。シチズンにも「CITIZEN SIX」としてOEM供給された。
- Commodore MM6: 1973年6月発売、9,950円。6桁表示では初の1万円を切る価格の電卓となる。
- SANYO CX-2000A: 1974年1月発売、13,800円。6桁小数点付き、[±]符号切り替えキー付き。
- National PiPi JE-6W: 1974年2月発売、15,900円。6桁小数点付き、表示切り替えで内部12桁で計算可能。
- TOSHIBA BC-601L 1974年5月発売。12800円。6桁小数点付き。6桁表示だが12桁の四則算が可能。
- SHARP EL-121: 1974年4月発売、10,900円。6桁小数点付き、EL-120の後継機、分割表示で12桁の置数計算が可能。